# Волков, Константин Николаевич
Константин Николаевич Волков (7 февраля 1985, Ленинград) — российский хоккеист, нападающий.

## Биография
Воспитанник ленинградского хоккея. Начал карьеру в 2000 году в составе клуба Первой лиги «Ижорец». После этого стал выступать за фарм-клуб «Динамо». В 2003 году стал игроком клуба ТХК «Тверь», однако уже спустя 18 матчей стал выступать за вторую команду «Лады», сезон заканчивал в самарском ЦСК ВВС. В том же году на драфте НХЛ он был выбран в 4 раунде под общим 125 номером клубом «Торонто Мейпл Лифс».
В сезоне 2004/05 Волков провёл лишь один матч за основной состав «Лады», дебютировав в Суперлиге. В 2005 году подписал контракт с чеховским «Витязем», в котором провёл последующие 2,5 сезона, набрав 17 (10+7) очков в 78 матчах. Конец сезона 2007/08 провёл в Высшей лиге в составе ХК «Дмитров», после чего заключил соглашение с подольской «Рысью», где в сезоне 2008/09 стал лучшим бомбардиром клуба, набрав 67 (29+38) очков в 61 проведённом матче.
Перешёл в ХК МВД, с которым в сезоне 2009/10  дошёл до финала Кубка Гагарина. После расформирования клуба из Балашихи Волков последовал примеру многих своих одноклубников и подписал контракт с московским «Динамо», в составе которого в сезоне 2010/11 он набрал 12 (5+7) очков в 36 проведённых матчах.

## Достижения
- Финалист Кубка Гагарина 2010.
- Обладатель Кубка Гагарина сезона 2011/12.
- Обладатель Кубка Гагарина сезона 2012/13.

## Статистика
| Легенда | Легенда                    | Легенда | Легенда                   | Легенда | Легенда    |
| ------- | -------------------------- | ------- | ------------------------- | ------- | ---------- |
| И       | Количество проведённых игр | Штр     | Штрафное время            | +/−     | Плюс-минус |
| Г       | Голы                       | П       | Голевые передачи          | О       | Очки       |
| -       | Статистика неизвестна      | —       | Статистика не учитывалась |         |            |